# エルキュール・グリマルディ
デ・ボー侯爵エルキュール・グリマルディ（Hercule Grimaldi, marquis des Baux, 1623年12月16日 - 1651年8月2日）は、初代モナコ公オノレ2世の長男で後継者。

## 生涯
オノレ2世とミラノ貴族メルツォ伯爵家の娘イッポーリタ・トリヴルツィオの間の一人息子。1642年より、父が宗主のフランス王ルイ13世に授けられた従属称号の1つ、デ・ボー侯爵の称号を名乗った。長じて有能な軍指揮官となり、セッラヴァッレ・ランゲを攻撃し砦の歩哨を捕虜とする軍功を立てた。
1641年7月4日、マリーア・アウレーリア・スピノラと結婚、4人の子が生まれ全員が成人した。舅のモルフェッタ公ルーカ・スピノラはジェノヴァ共和国の名門スピノラ家の一員であった。
1651年初夏、デ・ボー侯爵は妻子とマントンのカルノール修道院を訪問した。モナコへの帰国後、侯爵は数人の衛兵と共に居城の中庭で実弾による射撃ゲームを始めた。衛兵の1人が銃器が壊れていないか確かめようとして実弾を誤射し、侯爵と他の衛兵2名を負傷させた。侯爵は脊椎を損傷する致命傷を負い、治療の甲斐なく事故の翌日に27歳の若さで死んだ。誤射した衛兵は罪に問われないはずだったが、投獄されたため自殺未遂を起こした。その後この衛兵は解放され、2度とモナコに帰らなかった。
地元の聖職者が残した侯爵の死に関する記録によれば、侯爵は死ぬ前に自分の死を告げる幽霊に出くわしたとされる。
長男ルイが祖父の後を継いでモナコ公家の当主となった。

## 子女
- ルイ1世（1642年 - 1701年） - モナコ公、1660年カトリーヌ・シャルロット・ド・グラモンと結婚
- マリーア・イッポーリタ（1644年 - 1694年） - モンタフィーア公カルロ・エマヌエーレ・フィリベルト・デ・シミアーネと結婚
- ジョヴァンナ・マリーア（1645年 - 1710年）  - フランカヴィッラ公アンドレーア・インペリアーリと結婚
- テレーザ・マリーア（1648年 - 1723年） - サン・マルティーノ侯爵シジスモンド3世・デステ（イタリア語版）と結婚

末娘テレーザ・マリーアの曾孫マッサ・カッラーラ女公マリーア・テレーザを通じて、デ・ボー侯爵はルクセンブルク大公アンリなど現在の欧州諸王家の先祖の1人に数えられる。

## 引用・脚注
1. 1 2 3  van de Pas, Leo. “Ercole Grimaldi, Marquis des Baux”. Genealogics.org. 2013年4月14日時点のオリジナルよりアーカイブ。2010年3月1日閲覧。
2. ↑  Velde, François. “Monaco”. Heraldica.org. 2010年10月23日閲覧。
3. ↑  The Mad Monarchist (2010年3月24日). “The Tragic Prince Hercules”. Mad for Monaco.   madformonaco.blogspot.com. 2012年9月17日閲覧。
4. ↑  Malleson, George Bruce (2010) [1875]. Studies from Genoese History. Read Books Design. p. 294. ISBN 1-4455-6775-X
5. 1 2 3 4  The Mad Monarchist (2012年4月10日). “Whatever Happened to Hercules”. Mad for Monaco.   madformonaco.blogspot.com. 2012年9月17日閲覧。